# Kusijärvi (sjö i Finland)
Kusijärvi är en sjö i Finland. Den ligger i kommunen Rovaniemi i landskapet Lappland, i den norra delen av landet, 800 km norr om huvudstaden Helsingfors. Kusijärvi ligger 198,5 meter över havet. Arean är 42 hektar och strandlinjen är 3,11 kilometer lång. Sjön  ingår i Kemi älvs huvudavrinningsområde. 